# Лајош Пушкаш
Лајош Пушкаш (мађ. Puskás Lajos), (Тететлен, 13. август 1944) је био мађарски фудбалски репрезентативац и учествовао је на Светском првенству 1966. у Енглеској. Играо је за фудбалске клубове ФК Дебрецин и ФК Вашаш. Најчешће је играо на позицији нападача.

## Каријера

### Клуб
Са клубом Вашаш СЦ освојио је три првенства Мађарске, Куп Мађарске и два Митропа купа.
У мађарској првој лиги одиграо је 288 утакмица и постигао је укупно 146 голова. Најбољи учинак постигао је 1969. године, где је постигао 25 голова, чиме је постао други стрелац шампионата, иза Ференца Бенеа и његових 27 голова.
Са екипом Вашаша одиграо је 8 утакмица у Купу европских шампиона и постигао 5 голова. Током овог такмичења постигао је дубл против португалског клуба Спортинг из Лисабона у октобру 1963..

### Репрезентација
Између 1964. и 1969. године наступио је у репрезентацији 7 пута и постигао је 1 гол. Четири пута је играо за омладинску репрезентацију (1961–62, 1 гол и 1964, 4 гола), 14 пута је играо за Б репрезентацију (1963–67, 10 голова), једанпут за репрезентацију Будимпеште (1967) .

### Тренер
Године 1977. постао је главни тренер Бањаса из Шиофока.

## Остварења
- Прва лига Мађарске у фудбалу
  - шампион: 1965, 1966
- Куп Мађарске у фудбалу (MNK)
  - победник: 1973
- Куп европских шампиона (BEK)
  - четвртфинале: 1967/68
- Митропа куп (KK)
  - победник: 1965, 1970